# Guerra de los garrotes

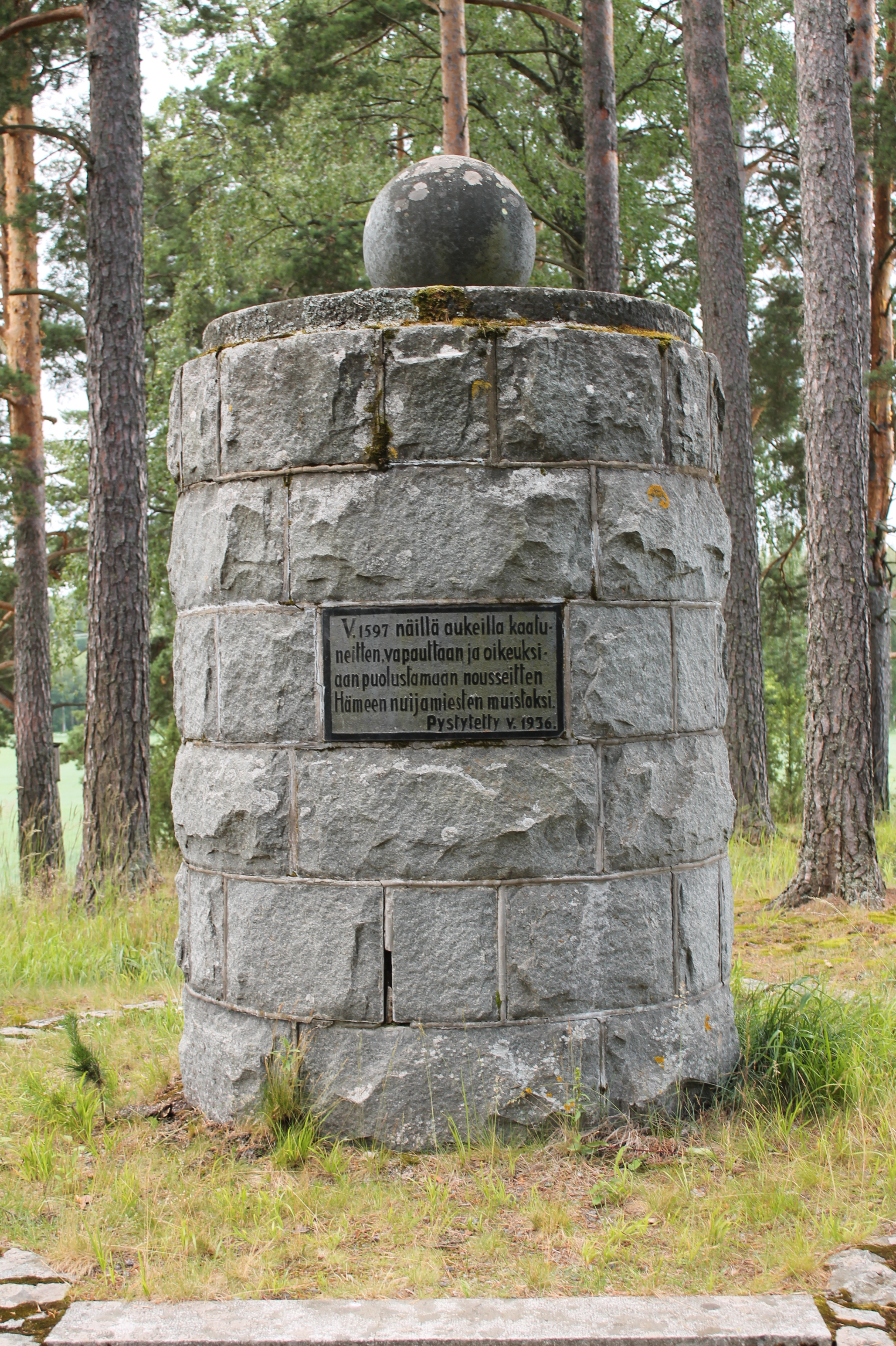
Monumento a la Guerra del Mazo en el río Padasjoki.

La Guerra de los garrotes fue una rebelión campesina en el reino de Suecia que se extendió del 25 de noviembre de 1596 al 24 de febrero de 1597 en lo que actualmente es Finlandia (provincias de Ostrobotnia, Tavastia y Savonia). La insurrección tuvo como origen la explotación de que eran objeto los campesinos por parte de la nobleza y los militares, y toma su nombre de las rudimentarias armas utilizadas por los rebeldes, principalmente palos, garrotes y mazas. Los campesinos saquearon propiedades de la nobleza y ganaron algunas escaramuzas, pero fueron finalmente derrotados por Clas Fleming, gobernador de Finlandia.
La guerra también se entiende en el contexto de los conflictos por el trono sueco entre el duque Carlos, que apoyó moralmente la rebelión, y el rey Segismundo, que tenía en Clas Fleming uno de sus principales apoyos en Suecia. 

## Antecedentes
La guerra ruso-sueca de 1570-1595 ocasionó atropellos en las zonas rurales finlandesas, pues los campesinos tuvieron que soportar el destacamento del ejército sueco en sus tierras, y se veían obligados a suministrarle alimento, transporte y alojamiento. Ello resultó en la explotación y empobrecimiento de los campesinos. Inclusive después del Tratado de Teusina que puso fin a la guerra, el ejército no regresó a los cuarteles. El responsable de esa situación era el mariscal y también estátuder del castillo de Åbo Clas Fleming, perteneciente a la nobleza finlandesa. Los campesinos llevaron sus quejas ante el duque Carlos de Södermanland, entonces líder del Consejo Real en ausencia del rey Segismundo. El duque Carlos dio a los campesinos el consejo de defenderse contra los soldados de Fleming, sugiriéndoles que él mismo les prestaría ayuda. En el fondo, el duque Carlos mantenía un conflicto con su sobrino el rey Segismundo, impopular en Suecia pero que contaba con un importante apoyo en Finlandia con Fleming.

## Desarrollo
El 25 de noviembre de 1596 hubo un tumulto violento junto a la iglesia de Storkyro, lo que dio inicio a la rebelión. Las operaciones de la guerra se dividieron en cuatro fases bien definidas cronológica y geográficamente: el sur de Ostrobotnia, Tavastia, Savonia y finalmente el norte de Ostrobotnia. Los conflictos en Ostrobotnia, origen de la rebelión, fueron los de mayor intensidad.
Los campesinos decidieron dividirse en grupos y penetrar en el sur de Finlandia. El grupo principal, liderado por Jacob Ikka, entró en la parroquia de Birkala, en el noreste de Satakunta, pero fue derrotado el 31 de diciembre de 1596 en Nokia. Fleming ofreció amnistía si Ikka se entregaba. El líder rebelde pudo escapar, pero unos días después, en 1597, fue capturado y ejecutado junto a la iglesia de Storkyro. Pese a ello, los insurgentes no se rindieron, y saquearon las tierras de la nobleza en Satakunta. 
Los rebeldes que se dirigieron a Tavastia fueron derrotados en Padasjoki por Ivar Tavast. Los campesinos sobrevivientes se rindieron y entregaron las armas bajo la promesa enemiga de otorgarles la amnistía. Pero faltando a a su promesa, los soldados reales realizaron una masacre de entre 300 y 400 campesinos desarmados.
El grupo que se extendió en Savonia obtuvo importante apoyo del campesinado de esa provincia. Gödick Fincke, comandante real del castillo de Olofsborg, obtuvo a su vez apoyo de Kexholm y Víborg contra los rebeldes. La rebelión en la provincia terminó en Mikkeli el 23 de enero de 1577, donde se repitió el baño de sangre de Padasjoki.
Los rebeldes del norte de Ostrobotnia, al contrario de los del sur —que sufrían derrota tras derrota—, se habían mantenido en calma, pero comenzaron a desplazarse gracias a la agitación llevada a cabo por Israel Larsson, enviado del duque Carlos. La esperanza renació entre los campesinos del sur de Ostrobotnia, que se unieron al contingente del norte. Incluso se unieron campesinos de parroquias de lengua sueca. Clas Fleming se movilizó en su encuentro, y los derrotó en la batalla de Santavuori, en la parroquia de Ilmola, el 24 de febrero de 1577. Con esa decisiva derrota que diezmó a los rebeldes, terminó la guerra de los garrotes. Las parroquias rebeldes del sur de Ostrobotnia fueron arrasadas y los líderes conducidos a Åbo.